# Giải Goethe
Giải Goethe tên chính thức là Giải Goethe của Thành phố Frankfurt (tiếng Đức: Goethepreis der Stadt Frankfurt) là một giải thưởng văn học có uy tín của Đức dành cho những người – không nhất thiết phải là nhà văn - có đóng góp xuất sắc vào việc nghiên cứu và truyền bá tác phẩm và tư tưởng của Goethes. Giải được hội đồng thành phố Frankfurt am Main – thành phố quê hương của Goethe - thiết lập năm 1927 và được trao vào ngày 28 tháng 8, ngày kỷ niệm sinh nhật của Johann Wolfgang von Goethe. Ban đầu giải được trao hàng năm, từ năm 1949 trở đi, giải được trao mỗi 3 năm.

## Lịch sử
Ý tưởng thiết lập giải này do nhà nghiên cứu lịch sử văn học Ernst Beutler đề xướng (năm 1960 ông được trao giải này). Ngày 31.8.1926 Hội đồng thành phố Frankfurt quyết định lập giải thưởng và cấp khoản kinh phí 10.000 Reichsmark (đơn vị tiền của đế quốc Đức) làm tiền thưởng cùng 3.000 Reichsmark cho chi phí quản trị giải.
Người đoạt giải đầu tiên, Stefan George, lúc đầu từ chối không chịu nhận giải, nhưng sau đó do áp lực của công chúng, ông đã đồng ý nhận.
Năm 1930 có việc tranh cãi trong xét chọn ứng viên, cuối cùng với 7 phiếu thuận và 5 phiếu chống, giải đã được trao cho nhà phân tâm học Sigmund Freud.
Cho tới năm 1942 (và năm 1960, cho Beutler), lễ trao giải được tổ chức ở Goethe-Haus (nhà của gia đình Goethe) tại Frankfurt.

## Giải Goethe dưới thời Đức Quốc xã
Từ năm 1933 tới 1942, dưới thời Đức Quốc xã, các người đoạt giải như Kolbenheyer (năm 1937) và Schäfer (năm 1941) đã công khai tuyên bố trung thành với chế độ Quốc xã.

## Sau năm 1945
Người đoạt giải đầu tiên sau Thế chiến thứ hai là nhà vật lý Max Planck năm 1945. Planck đã được đề nghị từ năm trước, nhưng bị bộ trưởng văn hóa Đức quốc xã bác bỏ vì ông chống chủ nghĩa quốc xã.
Từ năm 1948 trở đi (ngoại trừ năm 1960 và 1988) lễ trao giải diễn ra tại Paulskirche (nhà thờ thánh Phaolô) ở Frankfurt, cũng là nơi trao "Giải Hòa bình của các tiệm buôn sách Đức" (Friedenspreis des Deutschen Buchhandels).

## Những người đoạt giải
Hiện nay, người đoạt giải được nhận một bằng chứng nhận trên giấy da và một khoản tiền 50 000 Euro

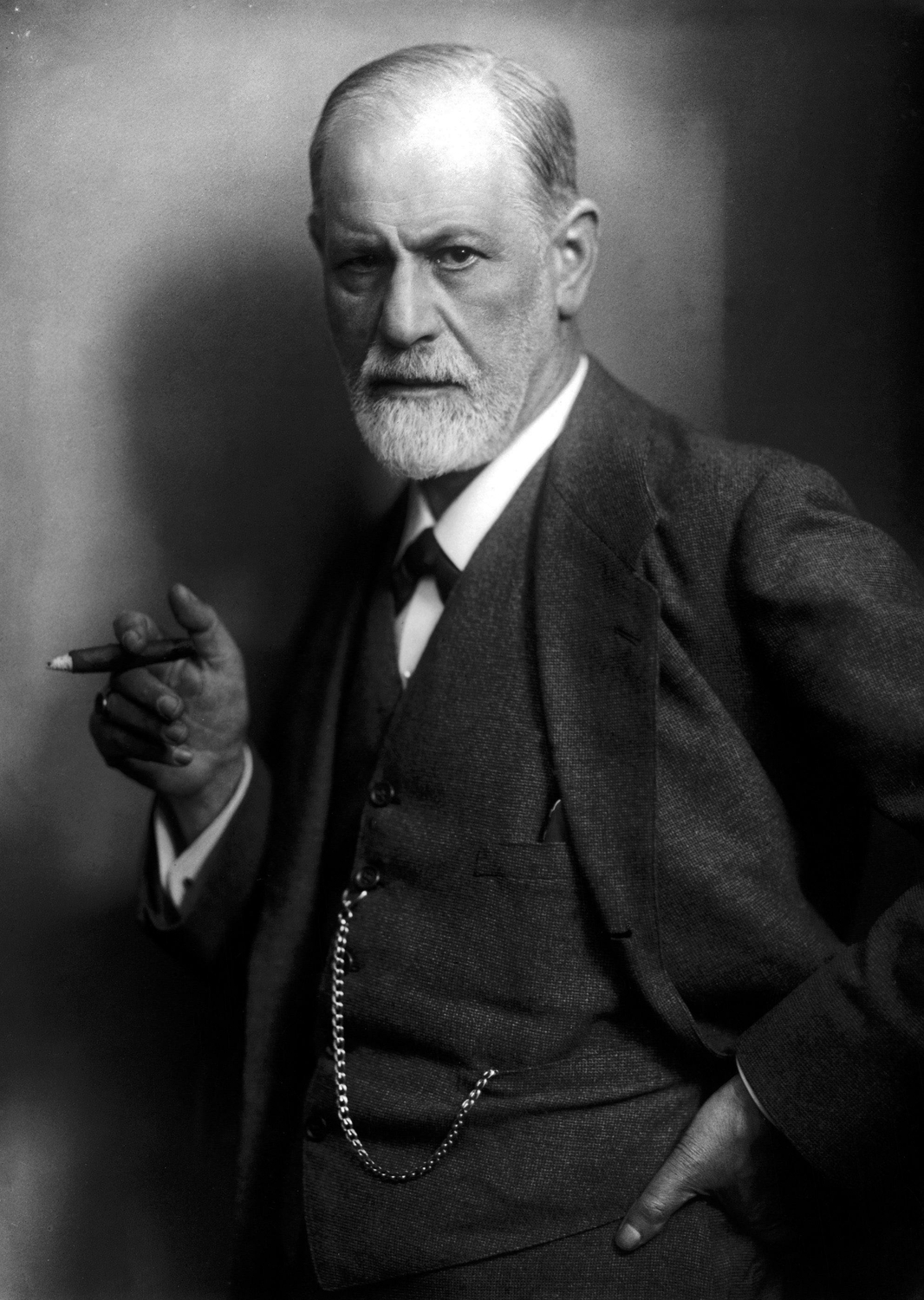
Sigmund Freud đoạt giải năm 1930.

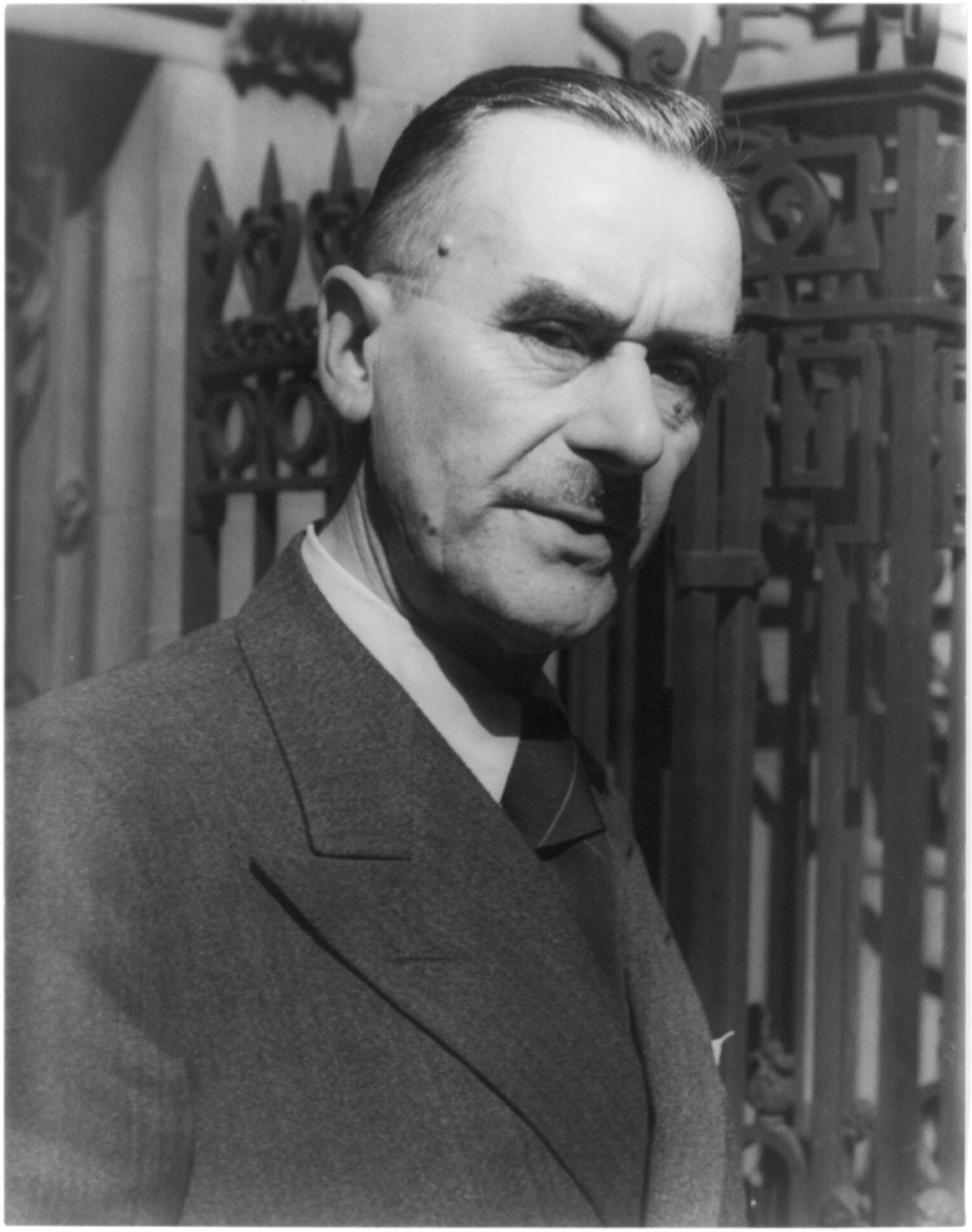
Thomas Mann đoạt giải năm 1949.

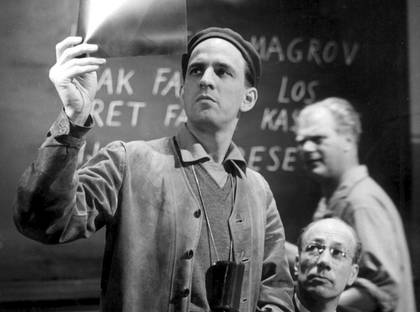
Ingmar Bergman (Thụy Điển) đoạt giải năm 1976.

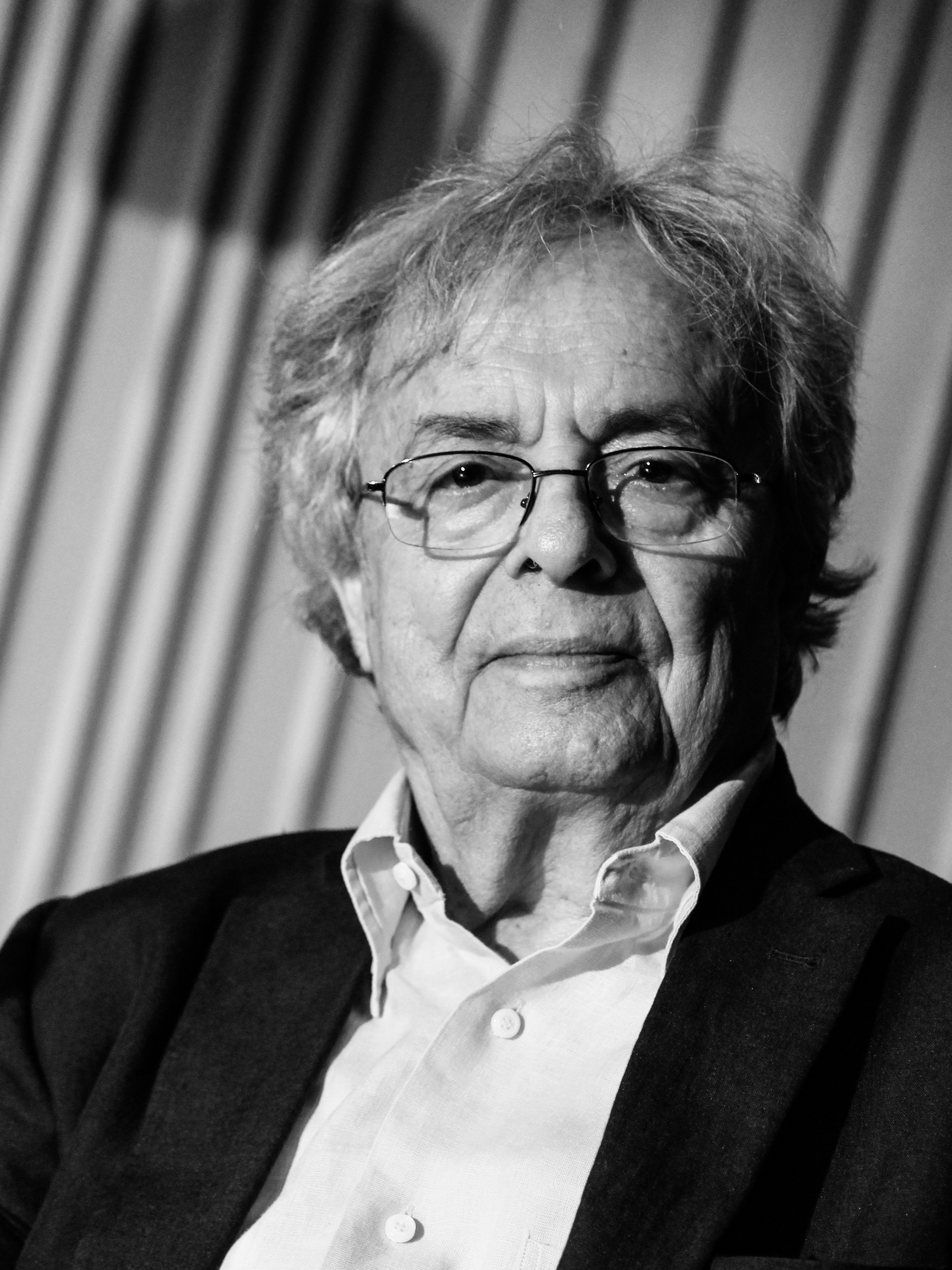
Nhà thơ Adunis người Syria đoạt giải năm 2011.

| Năm  | Người đoạt giải               | Quốc gia  |
| ---- | ----------------------------- | --------- |
| 1927 | Stefan George                 | Đức       |
| 1928 | Albert Schweitzer             | Đức       |
| 1929 | Leopold Ziegler               | Đức       |
| 1930 | Sigmund Freud                 | Áo        |
| 1931 | Ricarda Huch                  | Đức       |
| 1932 | Gerhart Hauptmann             | Đức       |
| 1933 | Hermann Sehr                  | Đức       |
| 1934 | Hans Pfitzner                 | Đức       |
| 1935 | Hermann Stegemann             | Đức       |
| 1936 | Georg Kolbe                   | Đức       |
| 1937 | Erwin Guido Kolbenheyer       | Áo        |
| 1938 | Hans Carossa                  | Đức       |
| 1939 | Carl Bosch                    | Đức       |
| 1940 | Agnes Miegel                  | Đức       |
| 1941 | Wilhelm Schäfer               | Đức       |
| 1942 | Richard Kuhn                  | Đức/ Áo   |
| 1945 | Max Planck                    | Đức       |
| 1946 | Hermann Hesse                 | Đức       |
| 1947 | Karl Jaspers                  | Đức       |
| 1948 | Fritz von Unruh               | Đức       |
| 1949 | Thomas Mann                   | Đức       |
| 1952 | Carl Zuckmayer                | Đức       |
| 1955 | Annette Kolb                  | Đức       |
| 1958 | Carl Friedrich von Weizsäcker | Đức       |
| 1960 | Ernst Beutler                 | Đức       |
| 1961 | Walter Gropius                | Đức       |
| 1964 | Benno Reifenberg              | Đức       |
| 1967 | Carlo Schmid                  | Đức       |
| 1970 | György Lukács                 | Hungary   |
| 1973 | Arno Schmidt                  | Đức       |
| 1976 | Ingmar Bergman                | Thụy Điển |
| 1979 | Raymond Aron                  | Pháp      |
| 1982 | Ernst Jünger                  | Đức       |
| 1985 | Golo Mann                     | Đức       |
| 1988 | Peter Stein                   | Đức       |
| 1991 | Wislawa Szymborska            | Ba Lan    |
| 1994 | Ernst Gombrich                | Áo        |
| 1997 | Hans Zender                   | Đức       |
| 2000 | Siegfried Lenz                | Đức       |
| 2002 | Marcel Reich-Ranicki          | Đức       |
| 2005 | Amos Oz                       | Israel    |
| 2008 | Pina Bausch                   | Đức       |
| 2011 | Adunis                        | Syria     |
| 2014 | Peter von Matt                | Thụy Sĩ   |